# 笠井恵利香
笠井 恵利香（かさい えりか、1996年6月25日 - ）は、日本の女性アイドル（グラビアアイドル）、子役女優。

## 人物
- 兄弟は、弟が2人いる。| [icon] | この節の加筆が望まれています。 |

## DVD
- M.I.K.Y.!
- えりか100%

### 写真集・書籍
- 「Quatre Yah!」心交社

### テレビ
- 親と子のTVスクール（2006年4月、NHK） - レギュラー